# Olympiska sommarspelen 1900
Olympiska sommarspelen 1900 var de andra moderna olympiska spelen och hölls i Paris i Frankrike. Spelen arrangerades tillsammans med en världsutställning, vilket gjorde att spelen "försvann" bland allt annat. Ovanliga grenar fanns med, såsom längd- och höjdhopp med häst, undervattenssimning och pelota.
De varade mer än 3 månader och hade ett omfattande program.
Sverige deltog med en 55 man stark uppvisningstrupp i gymnastik och med 15 man i simning (trampolinhopp). Av de 8 svenska deltagarna i allmän idrott erhöll en 3:e pris i maratonlöpning. USA dominerade liksom i OS i Aten 1896 den allmänna idrotten och vann 15 av 20 huvudtävlingar.

## Att notera
- Amerikanen Ray Ewry vann tre grenar i friidrott, på samma dag. Alla tre segrarna kom i hopp utan ansats, längd, höjd och tresteg.
- USA:s friidrottare Alvin Kraenzlein tog fyra segrar, 60 m, 110 m häck, 200 m häck och längdhopp.
- Charlotte Cooper, Storbritannien, blev första kvinnliga olympiska segraren någonsin (första spelen kvinnor fick deltaga) genom att vinna tennisens damsingel.
- Ernst Fast blev förste svensk någonsin att hamna på medaljplats, genom sin tredjeplats i maraton. Någon medalj fick han dock aldrig, han hade lämnat tävlingsområdet när det skulle delas ut medaljer. Några riktiga medaljer delades heller inte ut. Vinnarna fick istället porslinsvaser.
- Värjfäktaren Ramón Fonst blir Kubas första OS-segrare.
- Yngste olympiasegraren någonsin är troligen den franske grabb (han var troligen bara 9-10 år, men har aldrig identifierats) som fick hoppa in som styrman i Nederländernas segrande roddtvåa med styrman.

## Sporter
| | |
| - Bågskytte - Cricket - Cykling - Dragkamp - Fotboll - Friidrott - Fäktning - Golf - Gymnastik - Hästpolo | - Krocket - Pelota - Ridsport - Rodd - Rugby union - Segling - Simning - Skytte - Tennis - Vattenpolo |

## Arenor
- Bois de Boulogne - Dragkamp, hästpolo och krocket
- Bois de Vincennes - Bågskytte
- Boulogne-Billancourt - Skytte
- Compiègne - Golf
- Croix-Catelan Stadion - Friidrott
- Jardin des Tuileries - Fäktning
- Le Havre - Segling
- Meulan-en-Yvelines - Segling
- Neuilly-sur-Seine - Pelota
- Paris sjunde arrondissement - Ridsport
- Puteaux - Tennis
- Satory - Skytte
- Seine - Rodd, simning och vattenpolo
- Vélodrome de Vincennes - Cricket, cykling, fotboll, gymnastik och rugby union

## Medaljfördelning
Värdnation (Frankrike)
| Plac. | Land            | Guld | Silver | Brons | Totalt antal medaljer |
| ----- | --------------- | ---- | ------ | ----- | --------------------- |
| 1     | Frankrike       | 26   | 41     | 34    | 101                   |
| 2     | USA             | 19   | 14     | 14    | 47                    |
| 3     | Storbritannien  | 15   | 6      | 9     | 30                    |
| 4     | Kombinationslag | 6    | 3      | 3     | 12                    |
| 5     | Schweiz         | 6    | 2      | 1     | 9                     |
| 6     | Belgien         | 5    | 5      | 5     | 15                    |
| 7     | Tyskland        | 4    | 2      | 2     | 8                     |
| 8     | Italien         | 2    | 2      | 0     | 4                     |
| 9     | Australien      | 2    | 0      | 3     | 5                     |
| 10    | Danmark         | 1    | 3      | 2     | 6                     |

## Deltagande nationer
Enligt IOK deltog följande 24 länder.
|                                                                                       |                                                                                  |                                                                                      |
| - Argentina - Australien - Belgien - Böhmen - Danmark - Frankrike - Grekland - Indien | - Italien - Kanada - Kuba - Mexiko - Nederländerna - Norge - Rumänien - Ryssland | - Schweiz - Spanien - Storbritannien - Sverige - Tyskland - Ungern - USA - Österrike |

### Omdiskuterade
Vissa källor anger att även följande fem länder deltog. Tre av dessa, Haiti, Persien och Peru, hade deltagare i fäktningsturnering som IOK inte erkänner och två av länderna, Brasilien och Luxemburg, har det långt senare visat sig att deltagarna hade en annan nationalitet än vad som var känt tidigare.
| - Brasilien - Haiti - Persien - Luxemburg - Peru |